# Pasar X
Pasar X is een bestuurslaag in het regentschap Deli Serdang van de provincie Noord-Sumatra, Indonesië. Pasar X telt 1861 inwoners (volkstelling 2010).